# Brady Leisenring
Brady Leisenring (* 7. September 1982 in Stowe, Vermont) ist ein ehemaliger US-amerikanischer Eishockeyspieler und -trainer, der im Verlauf seiner aktiven Karriere zwischen 2001 und 2015 unter anderem jeweils über 200 Spiele in der 2. Eishockey-Bundesliga bzw. DEL2 sowie in den nordamerikanischen Minor Leagues auf der Position des linken Flügelstürmers bestritten hat.

## Karriere
Brady Leisenring begann seine Karriere im National Team Development Program des US-amerikanischen Eishockeyverbandes USA Hockey in der North American Hockey League (NAHL). Im Jahr 2001 wechselte er zur Eishockeymannschaft der University of Vermont in die National Collegiate Athletic Association (NCAA). Dann spielte er als Profi ab der Saison 2005/06 in der ECHL für die Fresno Falcons und der American Hockey League (AHL) für deren Kooperationspartner Worcester Sharks.
Seinen ersten Profivertrag in Deutschland erhielt er zur Saison 2008/09 bei den SERC Wild Wings aus der 2. Bundesliga. Von dort wechselte er für die folgende Saison 2009/10 zum EV Landshut  und von dort während der Saison zum Ligakonkurrenten Hannover Indians. Nach einem weiteren Jahr in den Vereinigten Staaten bei den Kalamazoo Wings und Bridgeport Sound Tigers kam Leisenring im Juli 2011 wieder in die 2. Bundesliga zurück, diesmal zum ESV Kaufbeuren. Dort schloss er die Spielzeit als ligaweit bester Torschütze der Hauptrunde ab.
Zur Saison 2012/13 wechselte der US-Amerikaner zum schwedischen Zweitligisten VIK Västerås HK in die Allsvenskan. Ein Jahr später kehrte der Offensivspieler in die nun als DEL2 firmierende zweithöchste deutsche Spielklasse zu den Heilbronner Falken zurück. Seine letzte Porifspielzeit verbrachte Leisenring in der Saison 2014/15 bei Esbjerg Energy in der Metal Ligaen. Aufgrund einer Verletzung musste er seine Karriere im Januar 2015 jedoch umgehend im Alter von 32 Jahren beenden. Im restlichen Saisonverlauf stieg er als Assistenztrainer in den Trainerstab des dänischen Erstligisten auf und fungierte in eben jener Position auch bei der zweiten Mannschaft namens Esbjerg IK. Nach einer mehrjährigen Pause arbeitete Leisenring in der Saison 2017/18 noch einmal ein Jahr lang als Assistenztrainer bei den Atlanta Gladiators in der ECHL.

### International
Leisenring nahm mit der US-amerikanischen Auswahl an der U18-Junioren-Weltmeisterschaft 2000 teil. Im Turnierverlauf absolvierte er sechs Begegnungen und erzielte einen Treffer sowie zwei Torvorlagen.

## Erfolge und Auszeichnungen
- 2012 Bester Torschütze der 2. Bundesliga-Hauptrunde

## Karrierestatistik

### International
Vertrat die USA bei:
- U18-Junioren-Weltmeisterschaft 2000

(Legende zur Spielerstatistik: Sp oder GP = absolvierte Spiele; T oder G = erzielte Tore; V oder A = erzielte Assists; Pkt oder Pts = erzielte Scorerpunkte; SM oder PIM = erhaltene Strafminuten; +/− = Plus/Minus-Bilanz; PP = erzielte Überzahltore; SH = erzielte Unterzahltore; GW = erzielte Siegtore; 1 Play-downs/Relegation; Kursiv: Statistik nicht vollständig)